# Cyanopterus carinatus
Cyanopterus carinatus är en stekelart som först beskrevs av Gyöö Viktor Szépligeti 1901.  Cyanopterus carinatus ingår i släktet Cyanopterus och familjen bracksteklar. Inga underarter finns listade i Catalogue of Life.